# Saint-Yaguen
 Saint-Yaguen  (en occitano Sent Jàguen) es una población y comuna francesa, situada en la región de Aquitania, departamento de Landas, en el distrito de Dax y cantón de Tartas-Ouest.

## Demografía
| 604 | 558 | 569 | 507 | 502 | 458 |
| Para los censos de 1962 a 1999 la población legal corresponde a la población sin duplicidades (Fuente: INSEE [Consultar]) |     |     |     |     |     |